# OSO 4
OSO–4 (Orbiting Solar Observatory) amerikai napkutató műhold.

## Küldetés
A program célja Napkutatás. A Nap elektromágneses sugárzásának vizsgálata az ultraibolya és a röntgentartományban, valamint az égbolt, a geokorona és az állatövi fény tanulmányozása.

## Jellemzői
Tervezte a NASA, építette Ball Brothers Research Corporation (BBRC).
Megnevezések: OSO–4 (Orbiting Solar Observatory); OSO D; COSPAR: 1967-100A . Kódszáma: 3000.
1967. október 18-án Floridából, a Légierő (USAF) Cape Canaveral rakétaindító bázisáról, az LC–17B (LC–Launch Complex) jelű indítóállványról, egy Thor–Delta (490/D53) hordozórakétával állították alacsony Föld körüli pályára (LEO = Low-Earth Orbit). Az orbitális pályája 95,70 perces, 32,9 fokos hajlásszögű, elliptikus pálya perigeuma 552 kilométer, az apogeuma 555 kilométer volt.
Tömege 272 kilogramm. Mérési adatait magnóra rögzítette, illetve közvetlenül a földi állomásokra továbbította. 1971. december 7-én befejezte aktív szolgálatát.
1982. június 15-én 5353 nap (14,66 év) után belépett a légkörbe és megsemmisült.